# Andreas H. Jucker
Andreas H. Jucker (* 6. März 1957 in Zürich) ist ein Schweizer Anglist, Linguist und Hochschullehrer.

## Leben und Wirken
Nach seiner Matura 1977 in Dübendorf studierte Jucker von 1977 bis 1982 Anglistik und Germanistik an der Universität Zürich, unterbrochen durch einen Studienaufenthalt an der University of Aberdeen (1978/79) und der Freien Universität Berlin (1980/81). Nach seiner Lizenziatsprüfung 1982 an der Universität Zürich studierte er von 1982 bis 1983 Linguistik an der University of Cambridge und erwarb dort einen Magistergrad. Von 1983 bis 1987 arbeitete er als wissenschaftlicher Assistent an der Universität Zürich; nach dem Erwerb des Gymnasiallehrerdiploms 1985 promovierte er 1986 im Fach Anglistik bei Udo Fries. Von 1987 bis 1989 folgte ein Forschungsaufenthalt an der University of Cambridge zur Fertigstellung seiner Habilitationsschrift. 1989/90 übernahm er eine Gastprofessur an der Universität Posen. Von 1990 bis 1992 war er als Dozent an der Universität Zürich und der Universität St. Gallen tätig. Im Jahre 1992 übernahm er eine Professur für Englische Sprachwissenschaft an der Universität Gießen. 2002 wechselte er auf eine Professur an der Universität Zürich und wurde dort 2022 emeritiert.
In seinen zahlreichen Veröffentlichungen beschäftigt sich Jucker vor allem mit der historischen Linguistik des Englischen.

## Veröffentlichungen (Auswahl)
- News interviews. A pragmalinguistic analysis (= Pragmatics & beyond. Bd. 7,4). Benjamins, Amsterdam 1986, ISBN 90-272-2554-0.
- Social stylistics. Syntactic variation in British newspapers (= Topics in English linguistics. Bd. 6). Mouton de Gruyter, Berlin 1992, ISBN 3-11-012969-8 (zugl. Habilitationsschrift Universität Zürich).
- Hrsg.: The noun phrase in English. Its structure and variability (= Anglistik & Englischunterricht. Bd. 49). Winter, Heidelberg 1993, ISBN 3-8253-0171-0.
- Hrsg.: Historical pragmatics. Pragmatic developments in the history of English (= Pragmatics & beyond. New Series. Bd. 35). Benjamins, Amsterdam 1995, ISBN 90-272-5047-2.
- Hrsg.: Discourse markers. Descriptions and theory (= Pragmatics & beyond. New Series. Bd. 57). Benjamins, Amsterdam 1997, ISBN 1-55619-820-5.
- Hrsg.: Historical dialogue analysis (= Pragmatics & beyond. New Series. Bd. 66). Benjamins, Amsterdam 1999, ISBN 90-272-5080-4.
- mit Ansgar Nünning: Orientierung Anglistik, Amerikanistik. Was sie kann, was sie will (= Rowohlts Enzyklopädie. Bd. 55614). Rowohlt, Reinbek 1999, ISBN 3-499-55614-6.
- Hrsg., mit Gerd Fritz: Kommunikationsformen im Wandel der Zeit. Vom mittelalterlichen Heldenepos zum elektronischen Hypertext (= Beiträge zur Dialogforschung. Bd. 21). Niemeyer, Tübingen 2000, ISBN 3-484-75021-9.
- History of English and English historical linguistics. Klett, Stuttgart 2000, ISBN 3-12-939584-9 (spätere Ausgabe 2016, ISBN 3-12-939031-6).
- Hrsg., mit Irma Taavitsainen: Diachronic perspectives on address term systems (= Pragmatics & beyond. New Series. Bd. 107). Benjamins, Amsterdam 2003, ISBN 90-272-5348-X.
- Hrsg.: Speech acts in the history of English (= Pragmatics & beyond. New Series. Bd. 176). Benjamins, Amsterdam 2008, ISBN 90-272-5420-6.
- Mithrsg.: Meaning in the history of English. Words and texts in context (= Studies in language. Companion series. Bd. 148). Benjamins, Amsterdam 2013, ISBN 978-90-272-0615-2.
- Mithrsg.: Diachronic corpus pragmatics (= Pragmatics & beyond. New Series. Bd. 243). Benjamins, Amsterdam 2014, ISBN 978-90-272-7071-9.
- Politeness in the history of English from the Middle Ages to the present day. Cambridge University Press, Cambridge 2020, ISBN 978-1-10849962-0.
- Hrsg., mit Irma Taavitsainen: Manners, norms and transgressions in the history of English. Literary and linguistic approaches (= Pragmatics & beyond. New Series. Bd. 312). Benjamins, Amsterdam 2020, ISBN 978-90-272-0746-3.
- mit Miriam A. Locher: The pragmatics of fiction. Literature, stage and screen discourse. Edinburgh University Press, Edinburgh 2021, ISBN 978-1-4744-4793-5.
- Mithrsg.: Multimodal im/politeness. Signed, spoken, written (= Pragmatics & beyond. New Series. Bd. 333). Benjamins, Amsterdam 2023, ISBN 90-272-1343-7.
- Speech acts. Discursive, multimodal, diachronic. Cambridge University Press, Cambridge 2024, ISBN 978-1-009-42149-2.

Ausserdem ist er Hrsg. mehrerer Bände des «Handbook of pragmatics».